# Erkki Tuomioja
Erkki Sakari Tuomioja (født 1. juli 1946 i Helsinki) er en finsk socialdemokratisk politiker og tidligere udenrigsminister. Han er søn af den tidligere finske statsminister Sakari Tuomioja. Tuomioja er docent i politisk historie ved universitetet i Helsinki. I 2008 besidder Erkki Tuomioja posten som Nordisk Råds præsident. 
Tuomioja har været medlem af den finske rigsdag fra 1970 til 1979 og igen siden 1991. Han var handels- og industriminister i Paavo Lipponens anden regering og blev siden udpeget til udenrigsminister da Tarja Halonen blev valgt som Finlands præsident.